# Bebé mágico
Bebé mágico (en inglés "Fairly OddBaby") es una película de televisión de la serie Los padrinos mágicos. Estrenada el 18 de febrero de 2008 en Estados Unidos y el 4 de julio de 2008 en Latinoamérica.
Esta película es parte de la Sexta Temporada de la serie.

## Argumento
Un día Timmy junto con Cosmo y Wanda deciden hacer paracaidismo, con Wanda como el avión y Cosmo como el paracaídas, pero mientras estaban en la actividad, Wanda se distrae con un bebé que se encuentra en el parque y Cosmo también va a verlo, lo que provoca que Timmy caiga al suelo, esto se repite durante varios días.
Timmy, harto de que Cosmo y Wanda se distraigan al ver un bebé, él les pregunta el porqué simplemente no tienen uno, pero provoca que ambos empiecen a llorar ya que Wanda le explica que las hadas ya no pueden tener bebés, ya que el último bebé que nació fue Cosmo y debido a que él hizo explotar todo Mundo Mágico, el Consejo Mágico decidió prohibir que los seres mágicos tengan bebés para evitar que nazca otro bebé similar o peor que Cosmo, a pesar de ello, Timmy piensa que si tener un bebé alegrará a Cosmo y Wanda, entonces va a pedirlo como deseo, pero antes de hacerlo, Jorgen Von Estrangulo, el líder del Mundo Mágico, manda a llamar a Timmy, Cosmo y Wanda para advertirles que desear tener un bebé mágico está prohibido, pero Timmy cuestiona si esa prohibición está en el libro de reglas, a lo que Jorgen revisa el libro y nota que no hay nada escrito sobre los deseos de que las hadas tengan un bebé, así que Timmy finalmente pide el deseo, y aunque al principio no parece haber ocurrido nada, Jorgen le advierte que su deseo se hará realidad, pero que va a esperar.
Pasan unos días y luego de que Timmy regresa a su casa, Cosmo le vomita en su cabeza, revelándole a Timmy que él está embarazado, algo que al principio le sorprende bastante a Timmy, hasta que Wanda le explica que los hombres mágicos son quienes tienen el bebé, y que van a esperar a que el bebé nazca eventualmente en unos tres meses, al principio Timmy está feliz, pero poco a poco se va hartando de que Cosmo constantemente le esté vomitando encima, que tenga repentinos cambios de humor, que le grite demasiado y que tenga demasiados antojos, pero Timmy intenta calmarse porque ya meses han pasado y el bebé no tardará en nacer. Luego de que Cosmo nuevamente le vomita encima, Timmy se toma un baño, pero al salir, es sorprendido de que muchos seres mágicos que él ha conocido estén en su baño, puesto a que van a celebrar un baby shower, algo que le molesta a Timmy, especialmente porque todas las hadas lo empiecen a usar como sirviente.
Finalmente, Timmy se harta de todo y sobre todo del deseo del bebé, por lo cual desea que Cosmo desaparezca, cosa que se cumple, pero esto pone preocupados y molestos a todos los seres mágicos, especialmente a Jorgen, ya que le advierte a Timmy que si algún otro ser mágico con malas intenciones encuentra a Cosmo con el bebé, podrían usar su magia para provocar caos, por lo cual Jorgen manda a muchos seres mágicos por toda la Tierra y a Mundo Mágico a buscar a Cosmo, pero no lo encuentran en ningún sitio, así que Timmy pregunta si no hay algún otro mundo donde buscar, a lo que Wanda le comenta que si hay otros mundos, entre ellos el Mundo de los Anti-mágicos y el Mundo de los Pixies, por lo que Timmy, Wanda y Jorgen sospechan que los anti-mágicos o los Pixies podrían haber secuestrado a Cosmo, así que los 3 se embarcan a ambos mundos a buscarlo.
Timmy, Wanda y Jorgen llegan primero al Mundo de los Anti-mágicos, donde reclaman que están seguros que ellos tienen a Cosmo y al bebé y que planean usar su magia para destruir el universo, pero hacer esto provocó que anti-Cosmo se enterara y fuera junto con los otros anti-mágicos a buscar a Cosmo, luego de darse cuenta del error que cometieron, Timmy, Wanda y Jorgen van ahora al mundo de los Pixies y sucede lo mismo, con H.P. mandando a los Pixies a encontrar a Cosmo. Wanda finalmente comienza a llorar de lo preocupada que está de que no encuentran a Cosmo, y Timmy entonces recuerda que le dijo a Cosmo que simplemente desapareciera, lo que entonces los lleva a desaparecerse ellos también y finalmente encuentran a Cosmo a salvo y sano y con el bebé aún en su vientre, Timmy entonces le pide disculpas a Cosmo y él lo acepta abrazando a Timmy y Wanda, pero en ese momento, el estómago de Cosmo comienza a rebotar, lo que indica que el bebé ya va a nacer y entonces Cosmo, Wanda y Timmy van al hospital del Mundo Mágico, donde el Doctor le comenta a Timmy que no sabe como hacer que Cosmo de a parto ya que ningún hada había tenido un bebé en más de 1000 años, por lo cual Timmy finalmente desea que el bebé de Cosmo nazca.
Finalmente, el bebé de Cosmo y Wanda nace, y Timmy quiere saber si es niño o niña, pero el Doctor entonces toma al bebé y dice que lo llevará afuera donde hay mejor luz para verlo, pero en ese momento Jorgen entra la sala de operaciones y revela que anti-Cosmo era quien se había disfrazado del doctor para secuestrar al bebé, Jorgen entonces se intenta llevar al bebé, pero anti-Cosmo entonces revela que en realidad eran los Pixies disfrazados de Jorgen, luego Mamá Cosmo, la abuela del bebé, aparece y se lo quiere llevar, pero en eso el verdadero Jorgen llega y le intenta quitar el bebé a Mamá Cosmo, pero Wanda antes le quita el bebé a los dos hasta que se da cuenta de que el bebé no estaba, ya que Timmy lo había escondido, entonces, Jorgen, anti-Cosmo, los Pixies y Mamá Cosmo finalmente amenazan a Timmy para que les entreguen al bebé, pero Timmy junto a Cosmo, Wanda y el bebé intentan escapar, pero al fallar, provocan que el bebé se ría y con eso logran deshacerse de los demás, entonces Timmy desea un cochecito con potencia de cohete para escapar, lo que provoca que Jorgen inicie un operativo militar en todo Mundo Mágico para encontrar al bebé. Luego de que se escondan en un bosque oscuro y aterrador, Cosmo se asusta tanto que comienza a gritar y eso provoca que el bebé llore, lo que entonces hace que todos los árboles y pinos del bosque desaparezcan, revelando la ubicación de todos ellos, y también luego de que eructa, hace que le caiga un rayo a quien lo esté cargando, Timmy entonces le pide a Cosmo y Wanda que le entreguen al bebé para llevárselo consigo a la Tierra y que ellos sirvan como señuelos para despistar a Jorgen, anti-Cosmo y los Pixies creando muñecos de él y el bebé.
Ya en casa, Timmy se encuentra solo con el bebé, quien al notar que no están Cosmo y Wanda, va a comenzar a llorar, pero no lo hace ya que le empieza a dar hambre, por lo que Timmy le calienta leche en su biberón para alimentarlo en el microondas de la cocina, pero entonces se encuentra con sus padres luego de que hicieran ejercicios, su mamá al ver el biberón con la sed que tiene se lo bebe y acaba dormida, mientras que su papá le pregunta a Timmy por ese bebé y Timmy le dice que es un juguete, el padre de Timmy se lo cree y comienza a jugar con él, hasta que el bebé eructa y le cae un rayo al papá de Timmy, con lo que Timmy se va de la casa con la excusa de que va a regresarlo a la tienda por un cortocircuito. Ya habiendo salido a un parque, el bebé está muy feliz de estar con Timmy que comienza a conceder varios deseos aleatoriamente, hasta hacer que llueva helado, algo que pone feliz a Timmy y a otros niños en el parque, pero luego de que le cae un cono de helado al bebé, este llora y todos los helados forman un monstruo gigante, Timmy, tratando de calmarlo, le da su biberón al bebé y esto provoca que se relaje y el monstruo de helado se derrite, pero luego de terminar su de tomar su biberón, al bebé le da hipo y eso provoca varios desastres naturales como terremotos, tornados y volcanes, en eso Jorgen aparece y con su magia regresa todo a la normalidad, exigiéndole a Timmy por las buenas que le de al bebé para entrenarlo y que pueda controlar sus poderes mágicos, Timmy se niega, pero luego de que el bebé eructa y le cae un rayo a Timmy, él se lo da a Jorgen, quien en realidad se revela que eran anti-Cosmo y H. P. disfrazados de Jorgen, quienes unieron equipos para secuestrar al bebé y ambos desparecen.
Timmy se encuentra preocupado, hasta que el verdadero Jorgen llega y le comenta que ya atrapó a Cosmo, Wanda y al bebé, pero Timmy le comenta que ese bebé es un muñeco, entonces Jorgen le pregunta a Timmy donde está el verdadero bebé, Wanda también le pregunta porque todo el parque está cubierto de helado y Cosmo el porque Timmy tiene una cara de haber hecho algo malo, lo que hace que Timmy confiese que anti-Cosmo y H. P. secuestraron al bebé, algo que preocupa a Cosmo, Wanda y Jorgen, pero Wanda, usando su instinto de madre, se da cuenta de que lo llevaron al Castillo de anti-Cosmo en el Mundo de los Anti-mágicos, por lo que Timmy, Jorgen, Cosmo y Wanda se infiltran para rescatar al bebé disfrazados, Timmy de un caballero, Wanda de Robin Hood, Cosmo de un repartidor de burritos y Jorgen como un conejo, pero rápidamente son descubiertos y encarcelados en una red para cazar mariposas gigante y anti-Cosmo y H. P. tomaron sus varitas para evitar que escapen; Wanda y Jorgen culpan a Timmy por todo esto, pero Timmy les comenta que lo tenía planeado todo, entonces Timmy utiliza una espada y rompe la red para que puedan escapar y van a recuperar al bebé, es entonces que presencian que anti-Cosmo y H. P. hicieron una máquina que succionará toda la magia del bebé para utilizarla y apoderarse del universo y destruir la Tierra y a Mundo Mágico. La magia del bebé entonces comienza a ser succionada y el Mundo Mágico y la Tierra comienzan a ser destruidos, entonces Timmy logra sacar un biberón y Wanda se lo lanza al bebé con un arco y el bebé se lo toma, al principio anti-Cosmo y H. P. se burlan de eso, pero luego de que el bebé eructa, a ambos les cae un rayo que los paraliza y el bebé se libera de la máquina succionadora. Anti-Cosmo, muy enojado, le ordena a los anti-mágicos y a los Pixies atacar a Timmy, Cosmo, Wanda y Jorgen, pero logran defenderse, entonces Timmy le pide a Jorgen que le baile y cante para el bebé, lo que hace que se ría y lluevan conejos, pero luego Timmy lastima a Jorgen para que grite y eso haga llorar al bebé, lo que hace que los conejos se combinen en un gigante conejo monstruoso y se vuelvan hostiles contra los anti-mágicos y los Pixies, lo que finalmente los derrota.
A pesar de haber detenido el plan de los anti-Mágicos y de los Pixies, el universo aún está en peligro y Timmy le pide a Cosmo que le de un burrito picante, el cual se lo da al bebé para que se lo coma y con ello el bebé se tira un gas bastante potente que regresa todo a la normalidad, con anti-Cosmo y H. P. habiendo sido transformados en pasas, una vez todo quedó resuelto, Jorgen le regala al bebé un sonajero que en realidad es una varita mágica apta para bebés, y luego intenta llevarse al bebé nuevamente, pero Cosmo y Wanda lograron engañarlo para que en realidad se llevara al muñeco de nuevo, así que de regreso a la casa de Timmy, van a cambiarle el pañal al bebé y ahí finalmente Timmy descubre que es un niño, ya que a los varones les encantan los rociadores de agua, entonces deciden nombrarlo "Poof", ya que es lo único que el bebé puede decir. Todo termina con el bebé haciendo que a la casa le salgan piernas y se ponga a correr, entonces los padres de Timmy se van corriendo persiguiendo la casa.